# 有泰

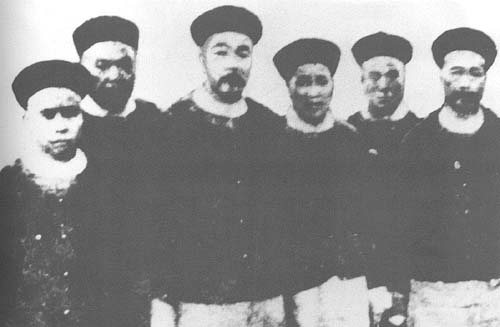
照片左三為有泰

有泰（1846年—1910年），字梦琴，卓特氏，蒙古正黄旗人。清朝官员，曾任驻藏大臣。

## 生平
有泰是大学士富俊之孙，前任驻藏大臣升泰之弟。有泰于清朝同治四年（1865年），考取额外蒙古协修官，随即掣签户部，保举为额外主事，升候补员外郎，选补兵部武库司员外郎。其间，有泰在光绪九年七月随武英殿大学士额勒赫布赴陕西查办大事。光绪二十年（1894年），有泰选用京察记名道，获端亲王载漪赏识，委任为火器营文案。后来，有泰简放江苏常州府知府，3年后回到北京，历官虎神营右军统领、鸿胪寺少卿。

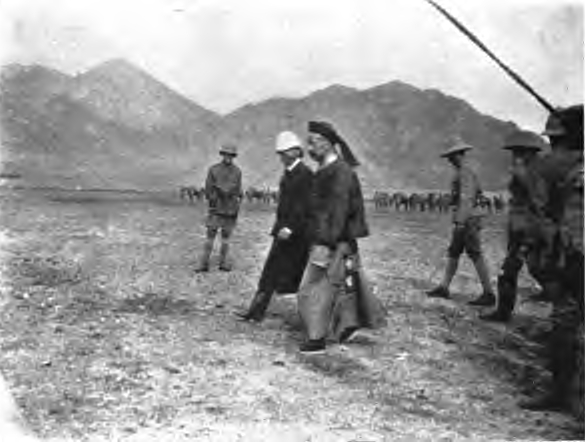
駐藏大臣有泰與英軍統帥榮赫鵬於1904年在拉薩賽馬場

光绪二十八年十一月初三（1902年12月2日），赏副都统衔为驻藏大臣，以接替裕钢。有泰離京時，尚表示要立功邊陲，但一到成都就藉故拖延，滯留數月後才啟程，沿途一路盤桓。光绪二十九年冬十二月二十四日（1904年2月9日），有泰抵达拉萨，此時距其任命之時已過了一年多。在英國侵藏戰爭期間，有泰認為藏人蒙昧無知，正好可以利用英國人現代武器的威力給藏人一個教訓，因此對和談與抵抗均採取消極迴避的態度。英軍佔領拉薩後，有泰因清廷的一再電令，沒有在《拉薩條約》上簽字。光绪三十二年（1906年），入藏辦事的欽差大臣张荫棠参劾有泰贪婪昏聩、贻误事机，有泰遂被清廷下诏革职，发往张家口军台效力。光绪三十三年三月初六（1907年4月18日），有泰离开拉萨。有泰任駐藏大臣期間的日記，後來被編為《有泰駐藏日記》出版。